# Electrodo

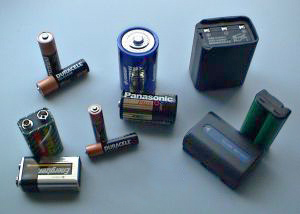
Las baterías comunes poseen dos electrodos.

Un electrodo es un conductor eléctrico utilizado para hacer contacto con una parte no metálica de un circuito, por ejemplo un semiconductor, un electrolito, el vacío del grupo (en una válvula termoiónica), un gas (en una lámpara de neón, o argón), etc. La palabra fue acuñada por el científico Michael Faraday por composición de las voces griegas elektron, que significa ámbar y de la que proviene la palabra electricidad; y hodos, que significa camino.

## Ánodo y cátodo en celdas electroquímicas
Un electrodo en una celda electroquímica. Se refiere a cualquiera de los dos conceptos, sea ánodo o cátodo, que también fueron acuñados por Faraday. El ánodo es definido como el electrodo en el cual los electrones salen de la celda y ocurre el proceso de la oxidación, y el cátodo es definido como el electrodo en el cual los electrones entran a la celda y ocurre la reducción. Cada electrodo puede convertirse en ánodo o cátodo dependiendo del voltaje que se aplique a la celda. Un electrodo bipolar es un electrodo que funciona como ánodo en una celda y como cátodo en otra.

### Celda primaria
Una celda primaria es un tipo especial de celda electroquímica en la cual la reacción no puede ser revertida, y las identidades del ánodo y cátodo son, por lo tanto, fijas. El ánodo siempre es el electrodo negativo. La celda puede ser descargada pero no recargada.

### Celda secundaria
Una celda secundaria, una batería recargable por ejemplo, es una celda en que la reacción es reversible. Cuando la celda está siendo cargada, el cátodo se convierte en el electrodo negativo (-) y el ánodo en el positivo (+). Esto también se aplica a la celda electrolítica. Cuando la celda está siendo descargada, se comporta como una celda primaria o voltaica, con el cátodo como electrodo positivo y el ánodo como negativo.

## Otros ánodos y cátodos
En un tubo de vacío o un semiconductor polarizado (diodos, condensadores electrolíticos) el ánodo es el electrodo positivo (+) y el cátodo el negativo (-). Los electrones entran al dispositivo por el cátodo y salen por el ánodo.
En una celda de tres electrodos, un electrodo auxiliar es usado solo para hacer la conexión con el electrolito para que una corriente pueda ser aplicada al electrodo en curso. El electrodo auxiliar esta normalmente hecho de un material inerte, como un metal noble o grafito.

## Electrodos de soldadura
En la soldadura por arco se emplea un electrodo como polo del circuito y en su extremo se genera el arco eléctrico. En algunos casos, también sirve como material fundente. El electrodo o varilla metálica suele ir recubierta por una combinación de materiales diferentes según el empleo del mismo. Las funciones de los recubrimientos pueden ser: eléctrica para conseguir una buena ionización, física para facilitar una buena formación del cordón de soldadura y metalúrgica para conseguir propiedades contra la oxidación y otras características.

## Electrodos de corriente alterna
Para sistemas eléctricos que usan corriente alterna, los electrodos son conexiones del circuito hacia el objeto que actuará bajo la corriente eléctrica, pero no se designa ánodo o cátodo debido a que la dirección del flujo de los electrones cambia periódicamente, numerosas veces por segundo. Son una excepción a esto, los sistemas en los que la corriente alterna que se aplica es de baja amplitud (por ejemplo 10 mV) de tal forma que no se alteren las propiedades como ánodo o cátodo, ya que el sistema se mantiene en un estado pseudo-estacionario.
Los electrodos también son considerados varillas de metal cubiertas con sustancias adecuadas al tipo de soldadura. La medida de electrodos más utilizada es de 32,50 x 350 y 3,25 x 350 mm. El primer número indica el diámetro del electrodo (1,5-2,5, etc.) y el segundo número la longitud total del electrodo.

## Tipos de electrodos
- Electrodos para fines médicos, como EEG, EKG, ECT, desfibrilador;
- Electrodos para técnicas de Electrofisiología en investigación biomédica;
- Electrodos para ejecución en silla eléctrica;
- Electrodos para galvanoplastia;
- Electrodos para soldadura;
- Electrodos de protección catódica;
- Electrodos inertes para hidrólisis (hechos de platino);
- Electrodos para puesta a tierra, también conocidos como pica o jabalina;
- Ultramicroelectrodo;
- Electrodo de anillo-disco rotatorio;
- Electrodo de calomelanos;
- Electrodo de trabajo;
- Electrodo de referencia;
- Pararrayos.